# Six Anciens Fours
Les Six Anciens Fours (六古窯, Rokkoyō), appelés aussi Six Fours Ancestraux, est une catégorie de styles de céramique japonaise, créée par Fujio Koyama. Il l'a élaborée dans la période qui a suivi la Seconde Guerre mondiale, pour décrire parmi les plus anciens et les plus prestigieux fours et styles à céramique du Japon.

## Histoire
La céramique japonaise possède une longue histoire. Cependant si on a retrouvé des poteries au Japon durant la période Jōmon, ces poteries étaient assez grossières. Ce sont la Chine et la Corée qui révolutionnent la céramique au Japon d'abord dans la période Heian puis durant la période Muromachi. C'est durant ces périodes qu'apparaît une véritable nouvelle céramique, la céramique japonaise, qui parvient à trouver son propre style en se détachant de ses influences coréennes et chinoises.
Ce sont les plus grands styles de cette époque qui vont être recensés au nombre de six par Koyama Fujio et listés. En 2001, une exposition sur ces Six Anciens Fours est réalisée à Bizen. En 2017, ces fours ont été reconnus par le gouvernement japonais et inscrits au patrimoine culturel du Japon.

## Liste
La liste n'a pas été modifiée depuis qu'elle a été conçue malgré toutes les découvertes archéologiques qui ont été faites après sa réalisation. La liste des Six Anciens Fours comprend six styles de céramique.

### Bizen-yaki
Originaire de la ville de Bizen, dans la préfecture d'Okayama, la Bizen-yaki est connue pour sa solidité, son absence de glaçure et ses traces extérieures qui proviennent de la technique de cuisson.

### Seto-yaki
Produite dans la ville de Seto et ses environs, dans la préfecture d'Aichi, la céramique Seto-yaki (瀬戸焼) est la plus produite du Japon et le mot est rentré dans le langage commun japonais et sert parfois simplement à désigner la céramique.

### Echizen-yaki
L'Echizen-yaki (越前焼) est produite à Echizen, Miyazaki, et Odacho, dans la préfecture de Fukui et malgré son statut de céramique appartenant aux Six Anciens Fours, elle n'a pas une très grande notoriété ni une très grande popularité.

### Shigaraki-yaki
La céramique Shigaraki-yaki est une céramique populaire au Japon, et qui est produite dans la ville de Shigaraki et sa région, dans la préfecture de Shiga.

### Tokoname-yaki
Apparue au XIIe siècle, la céramique Tokoname (常滑焼, Tokoname-yaki)) est très célèbre au Japon et possède de nombreuses caractéristiques. Elle est souvent glacée et d'une couleur brun sombre. Elle est faite à Tokoname, dans la préfecture d'Aichi.

### Tamba-Tachikui-yaki
Le style Tamba-Tachikui-yaki, appelé aussi Tamba-yaki ou simplement Tamba, est un style originaire des villes de Sasayama et Tachikui dans la préfecture de Hyōgo. C'est, comme le Echizen-yaki, un style assez peu populaire.